# Lethenteron camtschaticum
Lethenteron camtschaticum là loài cá mút đá, một con cá không có hàm thuộc bộ Petromyzontiformes. Nó sinh sống ở các kiểu môi trường nước ngọt ven biển ở Bắc Cực. Một vài cá thể di cư để đẻ trứng, dành một phần cuộc sống của chúng trong đại dương. Đây là loài cá mút đá phổ biến và phổ biến nhất ở khu vực Bắc Cực.

## Mô tả
Loài cá mút đá có chiều dài khoảng 13 đến 32 xentimét (5,1 đến 12,6 in), nhưng có vài mẫu vật đã được biết dài đến 63 xentimét (25 in) và nặng 200 gam (7,1 oz). Cá thể không di cư hiém khi dài quá 18 xentimét (7,1 in). Loài có màu nâu, xám hoặc ô liu với mày bụng nhạt hơn. Có hai vây lưng nằm gần đuôi, một vây sau lớn hơn trước. Con đực lớn hơn con cái. Vây đuôi có hai thùy, phần dưới dài hơn phần trên. Nó có với vây lưng và vây hậu môn liên tiếp. Vây hậu môn của con đực có dạng một dãy nhỏ.

## Phân bố loài và môi trường sống
Lethenteron camtschaticum là một loài sống ở quanh cực. Phạm vi của nó kéo dài từ Lapland về phía đông đến Kamchatka và về phía nam đến Nhật Bản và Hàn Quốc. Nó cũng sinh sống ở các lưu vực thoát nước Bắc Cực và Thái Bình Dương của Alaska và tây bắc Canada. Con trưởng thành sống trong môi trường nước ngọt gần bờ biển, như sông hồ. Nó có thể được tìm thấy trên nền đá và cát, và nơi trú ẩn dưới thảm thực vật.